# Бражкина, Анна Владимировна
А́нна Влади́мировна Бра́жкина (13 октября 1959, Ростов-на-Дону) — российский филолог, переводчик, автор проекта по исследованию и реконструкции культурной среды 1980—1990-х в Ростове-на-Дону «Неофициальный Ростов 1980—1990».

## Биография
Родилась 13 октября 1959 года в Ростове-на-Дону.
Закончила филологический и исторический факультеты Ростовского государственного университета. Участвовала во многих исследовательских и медиапроектах, создала и возглавляла газеты «Ростовские диалоги» и «Новое Казачье Слово».
В конце 1990-х переехала в Москву. Украинскую литературу переводит с 1998 года. Переводит прозу Сергея Жадана, Юрия Издрыка, Юрия Андруховича и др. Автор научных и энциклопедических публикаций по истории украинской литературы.

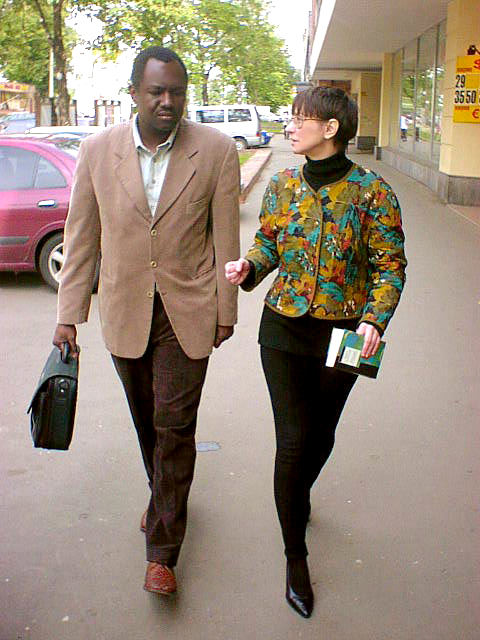
Филантроп, создатель ассоциации «Африканское единство» Алиу Тункара и историк, основательница портала Africana.ru Анна Бражкина. 01.06.2003.

В 2000 году стала соосновательницей, совместно с Игорем Сидом и при творческой поддержке дизайнера Полины Вахотиной и специалиста по IT Захара Коростылёва, крупнейшего русскоязычного сайта об Африке и африканцах — интернет-портала африканских проектов Africana.ru. Работа над материалами для портала консолидировала сообщество российских афро-ориентированных интеллектуалов и деятелей культуры, таких как Лили Голден, Алиу Тункара (Россия — Мали), историк, журналист и эксперт Алексей Андреев, филолог и музыкальный менеджер Боли Кан (Россия — Сенегал), музыкант и педагог Джага Самба (Россия — Сенегал), математик и основатель Африканского театра РУДН Мартиал Лонгла (Россия — Камерун), журналист, аналитик Кестер Кенн Кломегах (Россия — Гана), живописец Фофа Рабеаривело (Россия — Мадагаскар) и многие другие. Анна Бражкина — автор девиза Africana.ru, изначально вывешенного на главной странице портала и впоследствии разошедшегося по Рунету как сетевой афоризм — «Все хорошие люди любят Африку».
В 2007 году организовала в московском клубе «Билингва» русско-чешскую литературную акцию «Пражская весна: литература как ресурс „бархатных революций“».
Несколько лет жила в Праге. Занималась организацией российско-чешских культурных проектов.
В конце 2009 году инициировала проект по исследованию и реконструкции культурной среды 1980—1990-х в Ростове-на-Дону. В развитие этого проекта организовала и провела в мае 2010 года в Ростове-на-Дону международный семинар «Ростов: другая культура».
В 2016 году выступила одним из организаторов культурно-просветительского Центра Ольги Розановой во Владимире. Cоставитель, редактор и авторов части материала «Розановского сборника» (Владимир: Издат-Принт, 2017).
С 2020 года участница (член редколлегии, автор словарных статей) проекта «Словарь культуры XXI века».
В 2025 выпустила в издательстве «Гараж» книгу в жанре исторической публицистики «Авангард и „Анархия“. Четыре мятежных месяца самоуправляемого просвещения» — пионерное исследование истории полутора десятков претендовавших на глобальную значимость культурных проектов, которые запустили в Москве весной-летом 1918 года Московская федерация анархистских групп (МФАГ) и газета «Анархия».
Живёт и работает во Владимире.

### Книги
- Розановский сборник, №1. — Владимир: Издат-Принт, 2017. — 220 с. — ISBN 978-5-9500326-5-3 (редактор, составитель, один из авторов).
- Уманский, Константин. Новое искусство в России : перевод с издания 1920 г. : с приложением и комментарием / Константин Уманский. — Владимир : Розановский центр, 2018. — 196 с. — (Памятники авангарда, Розановский сборник). ISBN 978-5-904394-32-5 (гл. ред.. составитель и автор биографии Уманского).
- Анна Бражкина. «Авангард и "Анархия". Четыре мятежных месяца самоуправляемого просвещения». — М.: Гараж, 2025 . — ISBN 9785604936153.

### Переводы
- Южный акцент: Сборник русско-украинской критики (Сост. А. Бражкина, И. Сид.). — М.: 1999. — 44 c.
- Юрий Андрухович. Московиада. Роман. (Пер. с укр. А. Бражкиной). — М.: Новое литературное обозрение, 2001. — 256 с. — ISBN 5-86793-144-7.
- Юрий Андрухович. Перверзия. Роман. (Пер. с укр. А. Бражкиной и И. Сида). — М.: Новое литературное обозрение, 2002. — 367 с. — ISBN 5-86793-173-0.
- Сергей Жадан. Депеш Мод. Роман. (Пер. с укр. А. Бражкиной). — СПб.: Амфора, 2005. — 272 с.
- Юрий Издрик. Коридор; Отец. Два рассказа (Пер. с укр. А. Бражкиной). — TextOnly, issue 013 : июнь 2005. — URL: https://www.vavilon.ru/textonly/issue13/izdrik.html
- Сергей Жадан. Баланеску-квартет. Рассказ. (Пер. с укр. А. Бражкиной). / Сергей Жадан. Красный Элвис (авторский сборник). — СПб.: Амфора, 2009 г. ISBN 978-5-367-01157-9.
- Сергей Жадан. Десять способов убить Джона Леннона. Рассказ. (Пер. с укр. А. Бражкиной). / Сергей Жадан. Красный Элвис (авторский сборник). — СПб.: Амфора, 2009 г. ISBN 978-5-367-01157-9.
- Юрий Винничук. Хи-хи-и! / Рассказ, — Новый мир, № 2, 2011.

## Семья
- Тер-Оганьян, Авдей Степанович (1961) — муж, российский художник, основатель товарищества «Искусство или смерть», галереи в Трёхпрудном переулке, галереи «Вперед!».
- Бражкин, Иван Авдеевич (1985) — сын, российский художник.